# Tom Clancy’s Ghost Recon: Future Soldier
Tom Clancy’s Ghost Recon: Future Soldier — компьютерная игра, тактический шутер с видом от третьего лица, седьмая игра серии Tom Clancy’s Ghost Recon. Над проектом трудились три внутренние студии. Ubisoft Paris, ответственные за Advanced Warfighter, создатели серии — Ubisoft Red Storm и представители румынского офиса, известные по серии симуляторов H.A.W.X.

## Геймплей

### Инструктаж
Инструктаж начинается со вступительного ролика, в котором излагается суть предстоящей операции и сюжет игры в целом. По окончании видео игрок попадает на экран инструктажа, где можно ознакомиться с поставленной задачей, названием и местом проведения операции. Здесь же доступны «Испытания» и «Карта данных». Испытания представляют собой второстепенные задачи, выполнение которых позволяет получить доступ к новым видам оружия и модификаций. Испытания делятся на четыре типа:
- вооружение — испытание предусматривает использование определённого вида оружия в определённой ситуации. Например, устранить пять целей одной очередью из пулемёта;
- тактика — выполнение особых условий. Например, не допустить жертв среди гражданского населения;
- призраки — условие этого испытания едино для всех эпизодов игры — нужно завершить текущую операцию со счетом Призраков не менее 60;
- элитное испытание — пройти все эпизоды игры на уровне сложности «Ветеран».

Карта данных представляет собой карту мира с отметками проведённых операций.

### Игровой процесс
Игра представляет собой шутер с видом от третьего лица, системой укрытий и тактической составляющей. Игрок управляет одним из четырёх бойцов. Переключаться между сокомандниками невозможно, что влечет немедленное прекращение игры в случае смерти игрока. Получив легкое ранение, достаточно отсидеться за укрытием и дождаться восполнения здоровья, при более серьёзных ранениях игрок может попросить напарника оказать первую помощь. Единственным тактическим элементом является Sync Shot — синхронный выстрел, возможность одновременного уничтожения до 4-х целей. Прежде чем выполнить Sync Shot, игроку следует отметить врагов и отдать соответствующий приказ. В режиме боя клавишей Sync Shot можно указать цель, которую следует подавить огнем.
В игре отсутствует интерфейс в классическом его понимании — вся необходимая информация отображается на различных объектах. Например, количество боеприпасов и активный предмет высвечиваются справа от бойца, управляемого игроком; в небе постоянно висит название текущего местоположения и большая стрелка с указанием активного задания; обнаруженные враги отмечаются точками, а в некоторых случаях доступна дополнительная информация об их оружии. Чтобы посмотреть карту местности, нужно нажать соответствующую клавишу. Также, в открывшемся меню можно ознакомиться с текущей задачей и списком «испытаний», статус которых можно отслеживать в режиме реального времени.
Основное отличие Future Soldier от других игр жанра — наличие в арсенале Призраков перспективных систем вооружения, среди которых следует выделить адаптивный камуфляж, сенсорные гранаты, квадрокоптер, «Бульдога» и дополненную реальность. Адаптивный камуфляж позволяет становиться практически невидимым, однако его процессор не может обсчитывать обстановку, если двигаться слишком быстро. Также следует помнить, что на небольшом удалении от врага последний способен обнаружить замаскированного игрока. Сенсорные гранаты предназначены для подсветки целей, что позволяет атаковать врагов, укрывшихся за препятствиями. Деревянные и другие лёгкие перекрытия можно пробить, что следует учитывать во время ведения боя. Квадрокоптер способен передвигаться не только по воздуху, но и по земле. Он предназначен как для отслеживания врагов, так и для атаки их высокочастотным импульсом. С помощью квадрокоптера можно выполнить Sync Shot. Бульдог — это самоходная артиллерийская установка, достаточно прочная, чтобы служить укрытием, и достаточно мощная, чтобы уничтожить почти любую позицию врага. Бульдог оснащен миномётом и управляемыми ракетами.

### О подразделении
Чтобы противостоять постоянно меняющимся угрозам мира будущего, объединённое командование специальных операций ВС США создало подразделение для выполнения особых заданий. Отряд был сформирован на основе роты первого батальона пятой группы войск специального назначения. Эта особая группа способна выполнить любую задачу бесшумно, незаметно и с максимальной отдачей. Они невидимы, они непобедимы. Их называют «Призраками».

## Сюжет
| Место действия                                                 | Дата и время               | Название операции | Сюжет | Задание                                                                            |
| -------------------------------------------------------------- | -------------------------- | ----------------- | --- | ---------------------------------------------------------------------------------- |
| Никарагуа, Центральная Америка, заповедник Босавас             | Начало 2024 года, 09:27    | Никарагуа         | Призраки устроили засаду на конвой, везущий бомбу, но в итоге она взорвалась. | Перехватить и обезвредить бомбу                                                    |
| Боливия, Южная Америка, Сукре                                  | 3 марта 2024 года, 15:49   | Проворный страж   | Бомбу везли к южной границе. Она прошла через множество рук, прежде чем оказаться там. Один из цепочки Габриэль Паэс — хочет сотрудничать. Он наркоторговец средней руки и новичок на рынке оружия. | Вывести Габриэля Паэса                                                             |
| Замбия, Африка, западная провинция, лагерь беженцев Нью-Луэнга | 27 марта 2024 года, 10:00  | Тонкая стрела     | На долю Паэса пришлась лишь часть большой доставки. Другая отправилась в Замбию, к человеку по имени Деде Макаба. Макаба — ангольский полевой командир и военный преступник. На днях он ожидает свежую порцию груза. Макаба — лишь очередной этап. Нужно выяснить источник поставки. | Найти Деде Макабу и получить данные о торговле оружием                             |
| Нигерия, Африка, дельта реки Нигер                             | 9 апреля 2024 года, 10:54  | Благородный порыв | Черный ящик из Замбии — тот ещё путешественник. В РУМО смогли извлечь из него маршрут: до этого были остановки в Нигерии. У ЦРУ есть агент, контролирующий частную военную корпорацию в регионе. Watchgate заявляют, что они обеспечивают безопасность нефтедобывающих компаний, но не только. Они копят силы на НПЗ и устраивают вылазки на соседние деревни, накаляют страсти в регионе. Зачем — надо выяснить. Сайкс успел передать подробный расклад ситуации, после чего исчез. Лэнгли пыталось восстановить контакт. Но пока безуспешно. Задача — найти и эвакуировать Сайкса. | Найти, освободить и эвакуировать офицера ЦРУ Дэниела Сайкса                        |
| Пакистан, Пешавар                                              | 17 апреля 2024 года, 16:02 | Тигровая пыль     | Все три цепочки ведут к одному источнику: контрабандисту из Пакистана с клиентами по всему миру. Кто бы ни был этот человек, он занимается серьёзным оружием, военным снаряжением и, может, даже радиоактивными веществами. Его надо обезвредить. Действовать мы будем совместно с пакистанцами. Они своей операцией прикроют нашу. Они возьмут местного, мы — его поставщика. Ваш отряд опознает и выведет поставщика к нам. Пешавар удобный узел незаконной торговли с Юго-Восточной Азией, Ближним Востоком и Африкой.                                                            | Найти и захватить торговца оружием                                                 |
| Россия, Мурманская область                                     | 24 апреля 2024 года, 05:09 | Бесшумный коготь  | Поставщиком оказалась Катя Пругова, которая служила в русской разведке. Потребуется время, чтобы определить на кого она работает. Пругова сказала, её люди заняли себе под базу заброшенную метеостанцию рядом с норвежской границей. | Атаковать перевалочный пункт торговцев оружием. Испытать «Бульдога»                |
| Россия, Калининградская область                                | 12 мая 2024 года, 03:13    | Звездопад         | АНБ, ЦРУ и РУМО сейчас обмениваются данными, картина проясняется. Пругова состоит в радикальной российской группировке «Вороний камень». В Лэнгли сейчас говорят, что «Вороний камень» передает первоклассную систему каким-то злодеям. | Перехватить груз и уничтожить систему наведения ракет                              |
| Россия, Дагестан                                               | 13 мая 2024 года, 08:27    | Охота на птиц     | Ракета не запущена правительством России, но она прилетела оттуда. Предположительно «Вороний камень» стоит за оппозицией, призывающей заменить Володина. Судя по траектории, место запуска в Дагестане. На расследование был отправлен отряд грузинского спецназа, но рядом с районом пуска он исчез и на связь не выходит. | Найти и эвакуировать грузинский спецназ. Получить данные о запуске ядерного оружия |
| Россия, Арктика                                                | 1 июня 2024 года, 20:55    | Мощный огонь      | «Вороний камень» вышел из тени. Видно, организация готовилась к этому годами. Они взяли Кремль, а с ним и страну. Мы опознали две ведущие фигуры. Первая — генерал Бухаров. Он обеспечил переворот военной поддержкой. Вторая — новый «президент» Сергей Махмудов. С «Вороньим камнем» сражаются силы сопротивления, но им критически не хватает топлива. Войска Бухарова захватили буровые суда в Северном море. Нам нужно, чтобы ваш отряд отбил эти объекты. | Захватить буровые суда для русского сопротивления                                  |
| Россия, Карачаево-Черкесия, село Даусуз                        | 13 июля 2024 года, 16:31   | Молот доблести    | Российское сопротивление все ещё не централизовано. Наша разведка нашла человека, который может изменить ситуацию. Генерал Алексей Дука. «Вороний камень» его прижали. | Атаковать «Вороний камень» и оттянуть их силы от генерала Дуки                     |
| Россия, Приморский край                                        | 17 июля 2024 года, 23:19   | Галантный вор     | Генерал Дука собрал силы для решающего удара. Но у «Вороньего камня» ещё есть козыри. Президента Володина держат в тюремном комплексе, куда не можем попасть даже мы. Если лоялисты снова хотят прийти к власти, им будет нужен подходящий лидер. Генерал Дука сможет переправить Володина обратно в Москву. | Проникнуть в тюрьму и освободить президента Володина                               |
| Россия, Москва                                                 | 21 июля 2024 года, 17:14   | Невидимый медведь | Войска генерала Дуки входят в Москву. Вы отправляетесь им на помощь. Ваша задача расчистить путь генералу. | Убить генерала Бухарова и поддержать сопротивление                                 |
| Россия, Архангельская область                                  | 22 июля 2024 года, 07:25   | Разбитый камень   | В мире считают, что кризис миновал. Мы обнаружили лидеров «Вороньего камня» на базе недалеко от Москвы. Похоже, это их последняя встреча перед тем, как они лягут на дно. | Уничтожить руководство «Вороньего камня»                                           |

### DLC Raven Strike — Удар «Ворона»
| Место действия              | Дата и время                 | Название операции                               | Сюжет | Задание                                                                                             |
| --------------------------- | ---------------------------- | ----------------------------------------------- | --- | --------------------------------------------------------------------------------------------------- |
| Казахстан, Центральная Азия | 21 сентября 2024 года, 04:50 | Тихий рассвет / Заря свободы                    | Самолёт, перевозивший высокопоставленное лицо был сбит недалеко от границы России. Призраки отправляются на болота Казахстана.                 | Найти и спасти генерала русских лоялистов Козлова                                                   |
| Россия, Иркутская область   | 21 сентября 2024 года, 14:20 | Невозмутимый / Холодная поступь                 | «Призракам» необходимо загрузить программу прослушивания в мобильный командный центр, обнаруженный разведкой на железнодорожном депо в России. | Проникнуть на сортировочную станцию и загрузить программу прослушивания в мобильный командный центр |
| Россия, Москва              | 22 сентября 2024 года, 03:40 | Серебряный Гром / Гром Серебра / Вспышка молнии | Бои на улицах ночной Москвы с Волколаками. | Уничтожить верхушку «Вороньего камня»                                                               |

## Многопользовательский режим
О всех мультиплеерных режимах рассказал директор Ghost Recon: Future Soldier Томми Джейкоб в своем интервью.
- Conflict — это deathmatch с дополнительными заданиями.
- Decoy — это режим, в котором нужно будет воспользоваться своей интуицией для увеличения шансов на победу команды. Одна сторона должна будет обезвредить три точки, две из которых будут «липовыми», другая — не дать выполнить тем свои задачи.
- Saboteur — в этом режиме нужно будет молниеносно завладеть бомбой, которая находится в равной удалённости от обеих сторон. Команда, завладевшая ей, должна будет доставить её на специальную площадку вражеской команды и установить, после чего охранять до тех пор, пока она не взорвётся.
- Siege — это классический режим Blind Siege, напоминающий Counter-Strike. Если ты умер, то умер и придется дожидаться конца боя. Будут присутствовать две стороны: одна обороняется, другая атакует. Особенность этого режима в том, что игрокам будут помогать различные разведданные.

## Дополнения (DLC)

### Raven Strike[7]
Дополнение стало доступно 11 сентября 2012 года на Xbox 360 и 12 сентября на PlayStation 3.
Raven Strike включает в себя три сюжетные миссии, в режиме «Партизан» появилась дополнительная карта — Лесопилка (Sawmill).

### Arctic Strike[8]
Дополнение появилось в продаже 25 октября 2012 года. В его состав вошли:
- три карты для режима «Вражда»: «Восстание» (пустырь), «Горизонт» (небоскрёб), «Запустение» (жилой район);
- карта «Арктическая база» для режима «Партизан»;
- новый режим сетевой игры «Тюрьма». После смерти игрок оказывается в тюрьме. Чтобы освободить члена команды из заключения нужно убить противника. Игра заканчивается, когда все участники одной из команд оказываются за решеткой;
- эксклюзивное оружие: штурмовые винтовки (F2000, CZS805), оружие самообороны (Mk17 PDW, OCP-11), пистолеты-пулеметы (BT MP9, Type 05 JS);
- новые достижения и повышение уровня +10.

### Khyber Strike
Загрузить Khyber Strike стало возможным 9 октября 2012 года для владельцев Xbox 360 и для обладателей PlayStation 3.
Дополнение включает:
- три карты для многопользовательского режима (Switchback, Palace и Transit)
- новый режим сетевой игры под названием Takeover;
- карту для режима «Партизан»;
- новые достижения и повышение уровня +10.

## Java

Tom Clancy’s Ghost Recon: Future Soldier

Мобильная версия игры Tom Clancy’s Ghost Recon: Future Soldier была разработана Gameloft для телефонов с поддержкой Java.

## Коллекционные издания

### Collector’s Edition[9]

Collector’s Edition

Издание актуально только для владельцев Xbox 360 и PlayStation 3, так как включает в себя копии игр именно для этих приставок. В состав Collector’s Edition входит: диск с игрой; руководство пользователя; артбук в твердом переплете; стилбук, укомплектованный диском с фильмом и картинками с автографами художников; футболка; дополнительный игровой контент (DLC).

### Ultimate Editon[10]
Коробка с изданием содержит: диск с игрой; модель ракетной установки; плакат; дополнительный игровой контент (DLC).

### Deluxe Edition[11]
Издание включает в себя: диск с игрой; диск с фильмом; плакат; артбук; дополнительный игровой контент (DLC).
В комплекте DLC можно найти:
- четыре вида оружия (винтовка MK-14, автомат AK-47, снайперская винтовка M40A5, снайперская винтовка MN 91/30);
- 48 уникальных головных уборов;
- два дополнительных типа камуфляжа для оружия (тигровая полоса, зимний цифровой)
- две эксклюзивные карты (Окрестности Москвы, Буровое судно).

25 мая, в день выхода игры в Ubisoft появилась возможность заказа фигурки главного героя игры — Козака.

## Аксессуары
Компания Mad Catz совместно с Ubisoft представила линейку аксессуаров для PlayStation 3 и Xbox 360, выполненных в стилистике игры Tom Clancy’s Ghost Recon: Future Soldier.
Одним из аксессуаров является беспроводной геймпад для консоли PlayStation 3 с резиновыми вставками и имеющий уникальную эргономику, позволяющую устройству удобно лежать в руках. Аналоговые стики имеют LED-подсветку, а на задней панели можно найти две активные клавиши, поддающиеся программированию. Джойстик Xbox 360 функционально идентичен геймпаду для PlayStation 3, но имеет кабель длиной 4 метра.
Проводная гарнитура 7.1 Surround Sound Headset позволяет регулировать уровень громкости голоса и звука, а также слышать свой собственный голос (для многих игроков это является неоспоримым достоинством). Она имеет световые вставки, а также приемник с помощью которого возможно изменять настройки для прослушивания музыки и просмотра фильмов.

## Разработка игры[16]

«Призраки» в сопровождении дрона. В составе экипировки виден экзоскелет

На начальных этапах разработки Tom Clancy’s Ghost Recon: Future Soldier представляла собой игру о современных представлениях войны будущего с автоматизированными дронами, экзоскелетами и т. п. Первые трейлеры наглядно демонстрировали футуристическое снаряжение и концептуальные разработки военно-промышленного комплекса. Усилиями консультантов в игре остались лишь те технологии, которые они посчитали логичными. Например, адаптивный камуфляж является одним из крупнейших исследовательских проектов для США, а БПЛА сегодня уже никого не удивишь.
Креативный директор Жан-Марк Жеффрой в одном из интервью отметил, что на каждый из аспектов игры повлияла работа с морскими котиками. Например, отказ от системы приказов в пользу самостоятельности ИИ консультанты объяснили так:
На поле боя Вы не будете говорить своим товарищам, куда идти и за каким деревом прятаться. После тренировок Вы будете знать, куда идти и где стоять интуитивно, согласуя это с товарищами на каком-то подсознательном уровне, без слов. Позиции не так важны. Важна угроза. И какая у нас угроза? Где она? Как мы можем действовать синхронно?

### Трейлеры
Первый трейлер игры появился 10 февраля 2010. В нём голос за кадром говорит: «Технологии совершенствуются. Угрозы становятся всё серьёзнее, но война идёт постоянно. Солдат будущего должен противостоять этим новым угрозам. Наше будущее зависит от этого». Трейлер заканчивается взрывом круглой бомбы, находившейся на песчаном бархане, последующей стрельбой (вид показывается из камеры со сломанным видеорежимом), неясными прозрачными размытыми фигурами на фоне и фразой по рации: «Зона зачищена. Начинаем операцию „Фантом“».
Второй трейлер, выпущенный в сеть 25 марта 2010 года, очень многое рассказал о концепции игры и о сюжете. Она берёт своё начало через 10-15 лет после окончания предыдущей части. Отряд спецназначения «Призраки» отправляют в Россию для нейтрализации пришедших к власти ультранационалистов. Боевые действия будут происходить и в Норвегии. Отряд состоит из четырёх бойцов: Ghost Lead (Командир Призраков), 30k (Тридцатник), Pepper (Пеппер) и Kozak (Козак)
Как сказали в интервью разработчики, «Солдат будущего — это практически самолёт F-16 на двух ногах».

### Портирование на ПК
Запуск игры для персональных компьютеров был омрачен жалобами на многочисленные баги в портированной с консолей оригинальной версии. В частности, игроки отмечали:
- игра не распознавала клавиатуру и мышь;
- вместо пиктограмм кнопок клавиатуры отображались пиктограммы контроллера Xbox 360;
- независимо от выбранного в меню настроек разрешения игра запускалась с разрешением 720p;
- при выборе разрешения экрана с соотношением сторон 4:3 изображение по краям обрезалось черными полосами.[18][19].

## Медиа материалы

### Believe in Ghosts (Поверь в Призраков)
Поверь в Призраков — цикл передач, состоящий из трех эпизодов, в которых проводился анализ применяемых в игре технологий и сравнение их с опытом проведения реальных боевых операций. Ведущим проекта был Richard Machowicz — бывший морской котик ВМФ США, известный зарубежной публике по шоу «Оружие будущего» (Future Weapons).
| Эпизод | Название        | Премьера             | Операция                 |
| ------ | --------------- | -------------------- | ------------------------ |
| 1      | The Deadly Edge | 22 февраля 2012 года | Maersk Alabama hijacking |
| 2      | My Weapon Is Me | 7 марта 2012 года    | Neptune Spear            |
| 3      | Team or Die     | 14 марта 2012 года   | Acid Gambit              |

### Ghost Recon: Alpha
В короткометражном фильме, являющимся приквелом к игре, «Призраки» становятся свидетелями сделки по продаже ядерной боеголовки. Вступив в бой с превосходящими силами противника бойцы американского спецподразделения оказываются не способными остановить сделку и теряют одного из членов отряда.
Фильм являлся частью рекламной кампании и преследовал целью привлечь внимание к игре. В нём активно использовались новые устройства некоторые из которых перекочевали в игру. В работе над лентой принимали участие такие люди, как Трент Опалох (оператор картины «Район 9»), костюмер Сэмми Шелдон («V значит Вендетта» и «Пипец»), а также Ридли Скотт, имя которого можно увидеть в графе «Special thanks».

### Ghost Recon: Choke Point
31 декабря 2012 года была выпущена книга Питера Тэлепа о событиях до игры Ghost Recon: Choke Point.

## Отзывы
| Сводный рейтинг       | Сводный рейтинг                   |
| Агрегатор             | Оценка                            |
| --------------------- | --------------------------------- |
| GameRankings          | X360: 78,89 % PS3: 78,44 %        |
| Metacritic            | 79/100                            |
| Иноязычные издания    |                                   |
| Издание               | Оценка                            |
| GameSpot              | 6,5 (ПК) 7,5 Xbox 360             |
| IGN                   | 8,1 (ПК) 8,6 (Xbox 360) 8,5 (ps3) |
| Русскоязычные издания |                                   |
| Издание               | Оценка                            |
| Absolute Games        | 55 %                              |
| PlayGround.ru         | 8,2                               |
| «Игромания»           | 7,0                               |